# 構成主義的発達論のフレームワーク
構成主義的発達論のフレームワークは、実証研究に基づいた概念的フレームワークである。
構成主義的発達論のフレームワークは、私たちの現実世界に対する認識は、各々の知覚世界において構築されており、それは生涯を通じて発達する、という考え方に基づいている。発達測定メソッドとして、社会的・感情的発達測定、認知的発達測定、及び、心理的な欲求と圧力の測定、という三つの測定手法がある。また、構成主義的発達論のフレームワークは、ローレンス・コールバーグを始祖として、ロバート・キーガン、その他の発達心理学者の40年以上に渡る実証研究を基にしている。1998年以降、オットー・ラスキーはコールバーグ学派の業績に、フランクフルト学派、及び、ヘーゲルが提唱した弁証法思考に関する測定手法を組み入れた。ラスキーの功績は、社会的・感情的発達と認知的発達を明確に区別し、実証研究を通じて、それらの関連性を明らかにしたことにある。

## 概要
構成主義的発達論のフレームワークにおける、発達測定メソッドは社会的・感情的発達、認知的発達、及び、パーソナリティに関する三つの領域を評価・分析する。特に、個人のパーソナリティに関する分析は、心理的な欲求と圧力に焦点を当て、行動の裏にある無意識の領域を明らかにする（心理学者ヘンリー・ミュレーによる業績）。これら三つの領域は、人間の心を多角的に分析することを可能にする。
構成主義的発達論のフレームワークにおいて、社会的・感情的発達は、「意識段階」という言葉を用いて測定される。一方、認知的発達は、弁証法思考の観点から測定が行われる。そして、最も個別性のある分析結果が得られるのは、欲求・圧力分析である。欲求・圧力分析をおこなうことによって、行動の裏にある精神力動学的・精神分析学的な側面を測定することができる。これら三つの測定手法を組み合わせて、統合的に人間の心を分析していく必要がある。 

## 社会的・感情的発達

### 成人以降の社会的・感情的発達段階
発達心理学者のロバート・キーガン（1982）によると、私たちの自己認識は、生涯を通じて進化していく。そのような進化は、主に「自律」と「所属」という二つの動機を基にしている。人間は、それらの動機によって定義づけられており、支配されているのである。また、これらの動機は生涯を通じて、自己との関係性が変化していく（Laske 2006: 31）。
キーガンは、5つの主要な発達段階を提唱し、発達段階2以降は成人になってから到達する意識段階である。また、多くの成人にとって、発達段階4に到達することは稀である。
- 発達段階2： 自己認識は、欲求と願望によって支配を受けている。他者の欲求や願望は、それが自分にとってどれだけ役に立つのか、という観点から捉えられる。結果として、他者は「別の世界に住む住人」と見なされる。
- 発達段階3： 自己認識は、実際の他者、あるいは、想像上の他者の期待によって定義づけられている。
- 発達段階4： 自己認識は、自分で構築した独自の価値観によって定義づけられている。
- 発達段階5： 自己認識は、自分を構築する一切のものに囚われていない。そして、人生の流れに対して、自由に身を委ねることができる。

構成主義的発達論のフレームワークにおける、「社会的・感情的発達測定」は、社会生活において、私たちがどのように意味構築活動をおこなうのか、ということに焦点を当てる。また、実際の分析において、一つの発達段階を特定するというよりも、むしろ、意識の重心構造を中心に、それよりも一つ下、あるいは、上の発達段階も含めた「発達範囲」を決定する。

### 社会的・感情的発達プロファイル
社会的・感情的発達プロファイルは、キーガンの「主体・客体インタビュー」によって測定される。インタビューにおいて、インタビュアーは「成功」「変化」「支配力」「限界」「苛立ち」「リスク」などの質問事項を提示し、インタビューを受ける者は、それらの項目から思いつく最近の出来事について語る。インタビュアーは、インタビューを受ける者の思考や感情の流れに焦点を当て、聞き役に徹することが求められる。
主要な発達段階、あるいは、移行段階を示す発話を特定することによって、インタビューは分析・評価される。発話の中で最も頻繁に見られた発達段階の特徴を、「意識の重心」と呼ぶ。また、意識の重心よりも下の発達段階の特徴が見られた場合、それを「発達リスク」と呼び、意識の重心よりも上の発達段階の特徴が見られた場合、それを「発達ポテンシャル」と呼ぶ。分析結果は、「リスク・ポテンシャル指標」として表される。

## 認知的発達

### 成人以降の 認知的発達段階
発達心理学者のジャン・ピアジェは、幼少期から青年期にかけて、四つの思考の発達段階があることを明らかにした。ピアジェは、各々、感覚運動期、前操作期、具体的操作期、形式的操作期と名付けた。形式的操作期は25歳頃まで継続すると考えられている。ピアジェ以降、コールバーグを代表として、25歳以降の思考の発達についての研究が進められてきた。構成主義的発達論のフレームワークでは、形式的操作期を越えた思考段階について主に扱っている（Laske 2009: 120）。
構成主義的発達論のフレームワークでは、思考の発達を4つの階層構造と見なし、各々、「良識段階」「理解段階」「理性段階」「実践知段階」と呼んでいる（Laske 2009, Bhaskar 1993:21）。最初の三つの階層構造は、ロック、カント、ヘーゲルが提唱した異なる思考システムと関連している。各々の階層構造は、以前の階層を含んで超えるという性質を持つ。最後の「実践知段階」は、「良識段階」の高度な思考形態である（Laske: 2009: 128）。フィッシャーやコモンズなどの他の研究者と比較して、ラスキーは、形式的思考を越えた思考構造について、弁証法思考を用いて記述している点が特徴である（Basseches: 1984）。

### 弁証法思考の四つの分類
弁証法思考は古代ギリシャ哲学に端を発する。また、ヒンドゥー教や仏教の思想においても、道理に基づいた議論によって、真実を発見しようとする弁証法思考の考え方が見受けられる。弁証法思考の提唱者として、最も重要な人物が、ドイツの哲学者ゲオルク・ヘーゲルである。本質的に、弁証法思考は、人間が思考を用いて現実世界を捉えようとする思考システムと見なされる。バスカーとバサチーズの考え方を基に、構成主義的発達論のフレームワークでは、現実世界の全ての物事はつかの間のものであり、絶えず矛盾を含んでいること、部分は必ず何かしらの全体を構成する要素であること、全ての物事は他の全ての物事と関わり合いを持っていること、そして、全ての物事は突然の変化・変容の影響下にあること、という4つの考え方を採用している。 それゆえに、このフレームワークは、弁証法思考を下記の4つの思考様式に区別している（Laske 2009: 224）。
プロセス思考
絶え間ない変化。この思考様式は、物事やシステムがどのように現れ、進化し、消滅していくのかを記述する。
文脈思考
安定的な構造。この思考様式は、物事がどのように一つの安定的な全体の一部を構成するかということを記述する。ある全体の部分を文脈化することは、異なる視点を生み出す。
関係性思考
多様性の統一。この思考様式は、物事がどのように共通の性質を持ち、それら共通のものと関わり合っているかを記述する。
システム思考
バランスと進化。この思考様式は、システムがどのように継続的な発達・進化を遂げていくのかということを記述する。
さらに、構成主義的発達論のフレームワークは、4つの思考分類のそれぞれ、7つの思考様式に区別し、バサチーズの24個の思考様式を洗練化させる形で、計28個の思考様式を提唱している。

### 認知的発達プロファイル
認知的発達プロファイルは、4つの思考分類において、個人がどれくらい弁証法的思考様式を用いて現実世界を認識しているのかを照らし出す。このプロファイルは、構造化された特殊なインタビューの分析結果に基づいて作成される。インタビュアーは、インタビューを受ける者が私生活や仕事において、どれだけ思考様式を巧みに用いているかを分析・評価する。インタビューは、録音後、筆写され、数学的な記述を用いて測定される。
構成主義的発達論のフレームワークにおいて、高度な思考は下記の特徴を持つ。
- 弁証法思考の4つの思考区分を均等に用いている。
- システム思考の数値が高い。
- 批判思考（プロセス思考＋関係性思考）と構成的思考（文脈思考とシステム思考）のバランスが取れている。

## 社会的・感情的発達と認知的発達の関連性
社会的・感情的発達と認知的発達は、通常、異なる発達ラインとして見なされる（Wilber 2006: 58）。しかし、それらは、この世界における知識や真実を構築する、「内省的判断力の発達（King and Kitchener, 1994)）」、あるいは、「認識様態的立ち位置（Laske 2009: 137）」を通じて、互いに関連し合っている。これらは、世界における知識（認識）の不確実性に対処する能力を規定し、社会的・感情的発達と結びついて、世界に対する「スタンス」を構成する。認知的発達は、私たちに思考様式という「思考の道具」を提供してくれるのに対し、「スタンス」は、私たちがある状況において思考様式を適用するかどうかを規定する。 

## パーソナリティ分析

### 心理的欲求と心理的圧力
構成主義的発達論のフレームワークは、「人間の行動は、無意識下にある欲求を満たそうとする衝動によって決定づけられている」、と提唱した心理学者のヘンリー・ミュレーの理論を取り入れている。それゆえに、パーソナリティは、心理的な欲求パターンと環境的な圧力の葛藤から生じる特徴的な行動であるとみなされる。
「欲求・圧力分析」は、人間の心をイド、自我、超自我の三つの区分に分けた、ジークムント・フロイトのモデルを用いている。人間の心は、無意識下の衝動（イド）に支配を受けており、 社会的な文脈が影響を与えている超自我がもたらす理想を意識的に思い求める。イドと超自我の力、そして仕事における能力を規定する職場環境の間には、動的なバランスが存在する。職場における社会現実と理想とのアンバランスは、フラストレーション（苛立ち）を生み、無意識的な欲求と理想とのアンバランスは、心理的なエネルギーの減退につながる（Laske, 2009: 419）。

### パーソナリティ・プロファイル
構成主義的発達論のフレームワークでは、心理統計的分析ツールとして、ヘンリー・ミュレーの弟子にあたる、モリス・アダーマンが構築した「欲求・圧力質問表（www.needpress.com）」を採用している。この質問表では、「自己の振る舞い」「「職務に対する姿勢」「感情的知性」という三つの観点から、心理学的な特徴を評価する。具体的には、現在抱えている欲求と（1）社会現実に対する理想像、及び、（2）実際に知覚している現実を比較する。三つの要素は、それぞれ、権力に対する欲求、達成欲求、共感力などの項目から構成されている。評価・分析は、個人の欲求スコアと、理想と現実の圧力スコアを比較する形でおこなわれる。また、個人の欲求・圧力分析スコアと組織のスコアを比較する形で用いられることもある。

## 応用領域

### 職務能力の分析
構成主義的発達論のフレームワークで用いられている測定手法は、主に職務における人間の能力を測定するために作られた。また、エリオット・ジャックスの職務理論を理論モデルとして採用している。ジャックスは仕事を、ある目的をある時間制限の中で達成していくために行使する、内省的判断力の応用であると定義づけた。この定義は、意識決定と意思決定をおこなう時間軸の重要性を強調している。ジャックスは仕事に関する、認知的な定義をおこなったが、構成主義的発達論のフレームワークでは、仕事の認知的な側面のみならず、社会的・感情的な側面にも焦点を当てる。
構成主義的発達論のフレームワークでは、職務能力を「適用能力」と「潜在能力」の二つに区分する。適用能力は、個人が現在において職務を遂行する際に適用可能な能力のことを指す。一方、潜在能力は、将来において適用可能性のある能力のことを指す（Laske 2009: 57）。環境が潜在能力の適用を制限してしまう場合がある。 それゆえに、職務能力は、職務を遂行する能力というよりも、職務を定義する存在そのものである。
構成主義的発達論のフレームワークにおいて、職務能力は欲求・圧力プロファイルを用いて評価される。また、適用能力は思考を道具として用いることに関係しているため、認知的プロファイルを用いて評価される。一方、潜在能力は社会的・感情的プロファイルを用いて評価される。

### 組織における人材管理・人材育成
エリオット・ジャックスは、組織は責任の度合いに応じて構築されていると提唱した。各々の責任度合いは、その職務で要求される思考の複雑性に対応する。そして、ジャックスはその責任度合いを「役割の大きさ」と表現した。ジャックスは、組織における役割と思考の複雑性は階層的に組織化されることを、「組織の必要条件」として挙げている。
職務能力の観点から、「個人の思考の複雑性」を図る、構成主義的発達論のフレームワークは、「役割の大きさ」と「個人の思考の複雑性」が合致した、人材管理・人材育成を可能にする。職務の階層が上がっていけばいくほど、より高度な認知的発達と社会的・感情的発達が求められる。このようにして、組織は個人の発達と職務責任を合致させ、より複雑な役割に耐えうる能力の涵養を目指す、人材管理・人材育成が必要なのである。

### コーチング
構成主義的発達論のフレームワークは、様々な方法でプロフェッショナル・コーチングに活用されている。一つ目に、それは、クライアントの発達課題を適切に診断する評価測定ツールを提供することである。二つ目に、エドガー・シャインが述べているように、評価測定ツールの活用は、成功を妨げている自分の思い込み、価値観、行動などにクライアントが気付くことを促す。三つ目に、それは、クライアントの問題・課題に対する認識の枠組みを押し広げ、より精緻な思考を可能にするツールとなる。
構成主義的発達論のフレームワークは、行動論的コーチングと発達論的コーチングを区別する。行動論的コーチングの目的は、適応能力、すなわち、クライアントの実際の職務遂行能力を改善することである。一方、発達論的コーチングの目的は、認知的発達と社会的・感情的発達という、現在、及び、将来の潜在能力を引き出すことにある。自己認識は職務遂行能力を支えるものであるため、自己認識は職務遂行能力に先立つという点も考慮しなければならない。

## 関連書籍
- Basseches, Michael: Dialectical thinking and adult development. Ablex Publishing, Norwood, NJ 1984, ISBN 0-89391-017-1.
- Bhaskar, Roy: Dialectic. The pulse of freedom. Verso, London & New York 1993, ISBN 0-86091-368-6.
- DeVisch, Jan: The vertical dimension. 2010, ISBN 978-94-9069-538-5
- Hager, August: Persönlichkeitsentwicklung wird messbar: verborgene Dimensionen menschlicher Arbeit entdecken und messen. In: Wirtschaftspsychologie, Nr. 1/2010, ISSN 1615-7729, S. 17-23.
- Jaques, Elliott: Requisite organization: the CEO's guide to creative structure and leadership. Cason Hall, Arlington, VA 1989, ISBN 0-9621070-0-X.
- Jaques, Elliott: The life and behaviour of living organisms. A general theory. Praeger, London 2002, ISBN 0-275-97501-0.
- Kegan, Robert: In over our heads: the mental demands of modern life. Harvard University Press, Cambridge, MA 1994, ISBN 0-674-44588-0.
- Kegan, Robert: The evolving self: problem and process in human development. Harvard University Press, Cambridge, MA 1982, ISBN 0-674-27231-5.
- King, Patricia M. & Kitchener, Karen S.: Developing reflective judgment. Jossey-Bass, San Francisco, CA 1994, ISBN 978-1-555-42629-3.
- Lahey L, Souvaine E, Kegan R, Goodman R, Felix S: A guide to the subject-object interview: Its administration and interpretation. Minds at Work, Cambridge, MA 2011 ISBN 978-1461128809
- Laske, Otto E. (Hrsg.): The Constructive Developmental Framework - Arbeitsfähigkeit und Erwachsenenentwicklung. Wirtschaftspsychologie, Nr. 1/2010, ISSN 1615-7729.
- Laske, Otto E.: À la découverte du potentiel humain: Les processus de développement naturel de l’adulte. Gloucester, MA: Interdevelopmental Institute Press 2012.
- Laske, Otto E.: Humanpotenziale erkennen, wecken und messen. Handbuch der entwicklungsorientierten Beratung. Bd. 1. Interdevelopmental Institute Press, Medford, MA 2010, ISBN 978-0-9826238-0-0.
- Laske, Otto E.: Measuring hidden dimensions. Foundations of requisite organization. Volume 2. Interdevelopmental Institute Press, Medford, MA 2009, ISBN 978-09776800-6-1.
- Laske, Otto E.: Measuring hidden dimensions. The art and science of fully engaging adults. Volume 1. Interdevelopmental Institute Press, Medford, MA 2006, ISBN 0-9776800-0-2.
- Laske, Otto E: Transformative effects of coaching on executives’ professional agenda. PsyD dissertation. Bell & Howell Company, Boston, MI 1999.
- Neiwert, Pia: Führungskräfteentwicklung im Schulmanagement mit dem Ansatz des Constructive-Developmental Framework. In: Wirtschaftspsychologie, Nr. 1/2010, ISSN 1615-7729, S. 51-56.
- Ogilvie, Jean: Cognitive Development: A New Focus in Working with Leaders In: Wirtschaftspsychologie, Nr. 1/2010, ISSN 1615-7729, S. 70-75.
- Schein, Edgar H.: Process Consultation Revisited. Addison-Wesley, Reading, MA 1999, ISBN 0-201-34596-X.
- Schweikert, Simone: CDF als Bildungswerkzeug für Menschen im Zeitalter der Wissensökonomie. In: Wirtschaftspsychologie, Nr. 1/2010, ISSN 1615-7729, S. 90-95.
- Shannon, Nick: CDF: Towards a Decision Science for Organisational Human Resources? A Practitioner’s View. In: Wirtschaftspsychologie, Nr. 1/2010, ISSN 1615-7729, S. 34-38.
- Wilber, Ken: Integral Spirituality. Shambala, Boston MA. 2006, ISBN 978-1-59030-346-7